# Leitendorf
Leitendorf ist eine Katastralgemeinde und ein Stadtteil von Leoben, hat eine Ausdehnung von 5,0 km² und liegt im Südwesten der Stadt. Im Südosten wird die Ortschaft durch die Mur begrenzt, im Norden streckenweise von der Kärntnerstraße und im Osten von der Josef-Heißl-Straße, wobei die Katastralgemeinde südlich der Alois-Edlinger-Gasse zur Mur hin ausgreift. Südlich von ihr befindet sich Göss sowie im Norden der Stadtteil Waasen. Hinterberg im Westen gehört zwar zur Katastralgemeinde Leitendorf, hat aber ein eigenes Siedlungsweichbild.

## Geschichte
Am Häuselberg, der zwischen Hinterberg und dem eigentlichen Leitendorf liegt, gab es prähistorische Siedlungen. Diese stehen unter Denkmalschutz (Listeneintrag).
Leitendorf entwickelte sich erst relativ spät.  So verzeichnete man 1840 nur 114 Einwohner in 24 Häusern, wovon sich lediglich 7 im Dorf selbst befanden.  Ab 1860 nahm die Einwohnerzahl rapide zu, denn in dem rein ländlichen Gebiet entstanden immer mehr Industrieunternehmen; 1921 waren 3088 Einwohner statistisch erfasst.
Ende des 19. Jahrhunderts wurde der erste Ringofen für feuerfestes Material von Franz Endres in Betrieb genommen. 1921 ging das im Volksmund „Feuerfeste“ genannte Werk an die Steirische Magnesit-Industrie AG (Magindag). Dieses Unternehmen ging im Jahr 2000 in Konkurs und stellte den Betrieb ein. Die Gebäude wurden 2019 abgerissen, 2021 wurde das Gelände an die Montanuniversität Leoben verkauft, die dort ein Wasser- und Kohlenstoffforschungszentrum errichtete, das im Herbst 2024 eröffnet wurde.
Zum ursprünglichen Magindag-Komplex gehörte auch die Lagerhalle Ecke Einödmayergasse/Dorfstraße, später von der Eisenmanufaktur Porubsky genutzt. Bis in die 2010er Jahre dient die Porubsky-Halle zeitweise als Veranstaltungsort.
Wegen der vermehrten Ansiedlung von Industrie und dem Ausbau der Eisenbahnlinien wurde immer mehr Wohnraum gebraucht, sodass schon um 1900 Arbeiter- und Eisenbahnerwohnungen errichtet wurden. Am Mareckkai, benannt nach einem ehemaligen Bürgermeister von Leoben, entstand schon relativ früh ein Villenviertel. In der Folge wurden Schulen gebaut: das erste Gymnasium von Leoben und 1954 die Volksschule Leitendorf. Mit 29. Jänner 1977 wurde in Leitendorf das zu diesem Zeitpunkt einzige Hallenbad Leobens eröffnet; bei der Eröffnung hielt unter anderem der damalige Bundespräsident Dr. Rudolf Kirchschläger eine Rede. Mit der Eröffnung des Asia Spa Leoben im Jahr 2008 wurde das Hallenbad entbehrlich; nachdem es jahrelang leer stand, wurde es ab dem Sommer 2015 abgerissen, um Platz für ein neues Studentenwohnheim, sowie Wohnmöglichkeiten für Lehrlinge und Auszubildende zu schaffen.
Ursprünglich als Ort für Zuchtviehversteigerungen konzipiert, wurde die 1951 an der Kreuzung Josef-Heißl-Straße/Pichlmayergasse bzw. Ferdinand-Hanusch-Straße/Pichlmayergasse errichtete Oberlandhalle auch für Veranstaltungen anderer Art genutzt. Die Oberlandhalle wurde 2016 abgerissen, an ihrer Stelle wurden mehrere Wohngebäude errichtet.

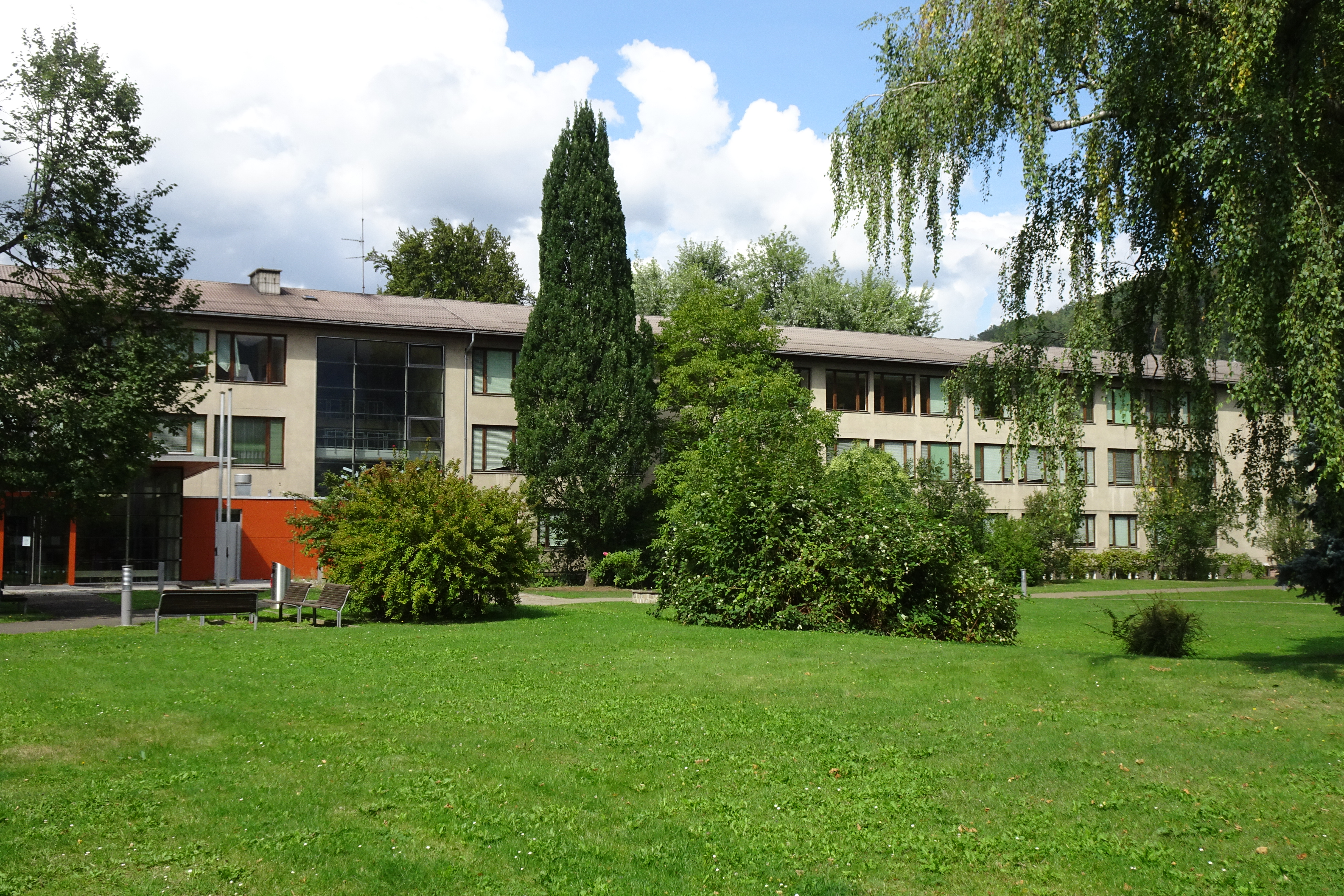
Die 1953 errichtete Volksschule
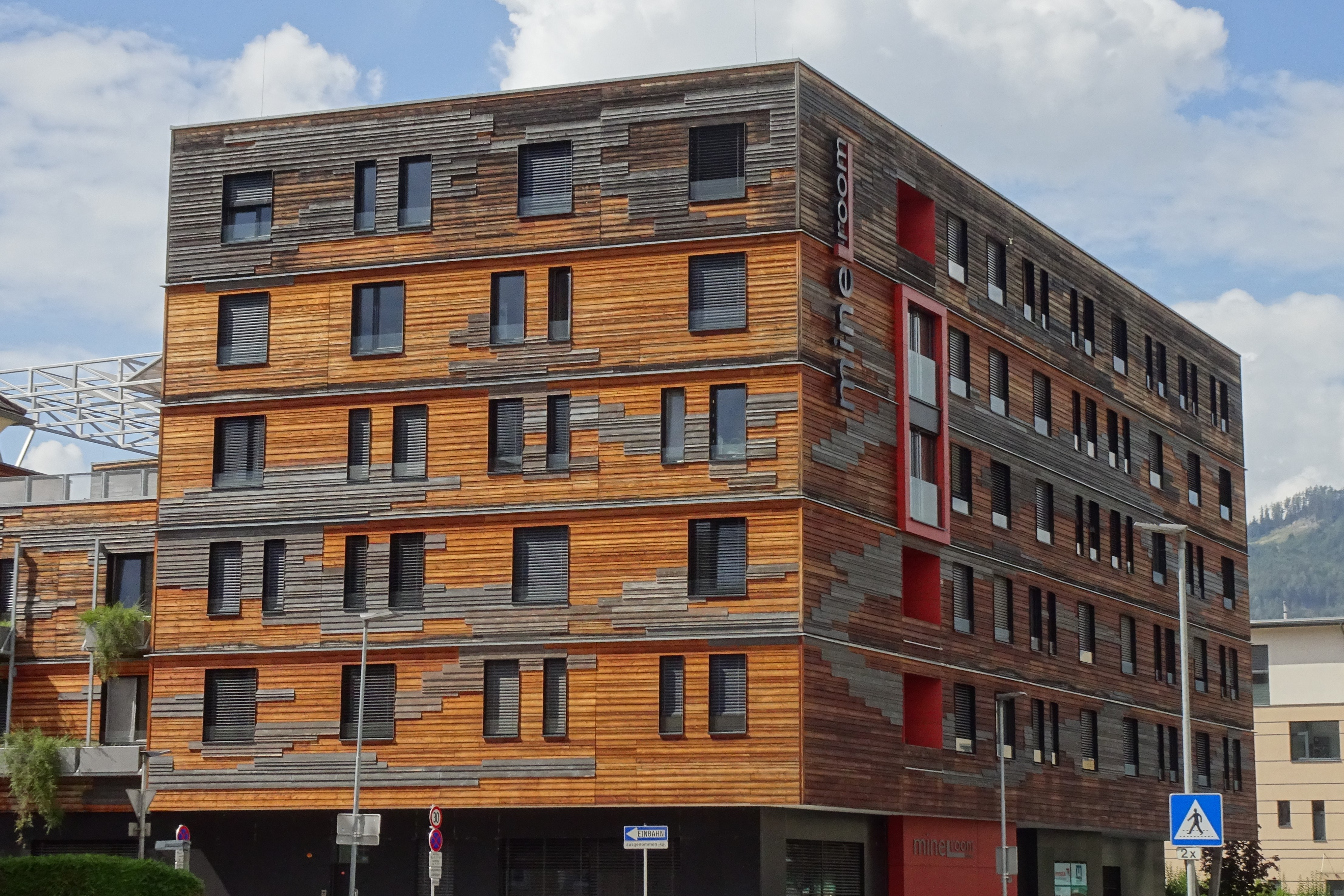
Das 2016 anstelle des Hallenbades errichtete Studentenwohnhaus „mine room“, ein Passivhaus in Holzbauweise

## Wirtschaft
Der Stadtteil zeigt sich heute als Wohn-, Gewerbe- und Industriegebiet. Markant ist die Abbaustelle des Kalkwerks am Galgenberg, den viele aufgrund seines Aussehens als zweiten Erzberg bezeichnen. Der Freizeitbedarf wird mit einem Kinocenter, dem sogenannten star center mit einem Cineplexx sowie zahlreichen Beisln, Bars, Cafés und Restaurants und einer Vielzahl von Geschäften abgedeckt.